# میکا (واشینگتن)
میکا، واشینگتن (به انگلیسی: Mica, Washington) یک جامعه ساکن در محدوده ثبت نشده واقع در در ایالات متحده آمریکا است که در شهرستان اسپوکن، واشینگتن واقع شده‌است.

## خصوصیات
میکا ۵۶۳ نفر جمعیت دارد و ۷۵۵٫۹۱ متر بالاتر از سطح دریا واقع شده‌است.